# Burg Obersülz
Das Herrenhaus Burg Obersülz, auch Burghaus Scheltensülz oder einfach Scheltensülz und Heidenhaus genannt, liegt nahe dem Fluss Sülz in Hoffnungsthal. Urkundlich erstmals erwähnt im 12. Jahrhundert, geht die heute vorgefundene Bausubstanz auf das 15. Jahrhundert zurück. Die Burg ist heute restauriert und wird bewohnt.
Die Bezeichnung „Heidenhaus“ geht zurück auf die Sage Der Lüderich von Otto Schell.

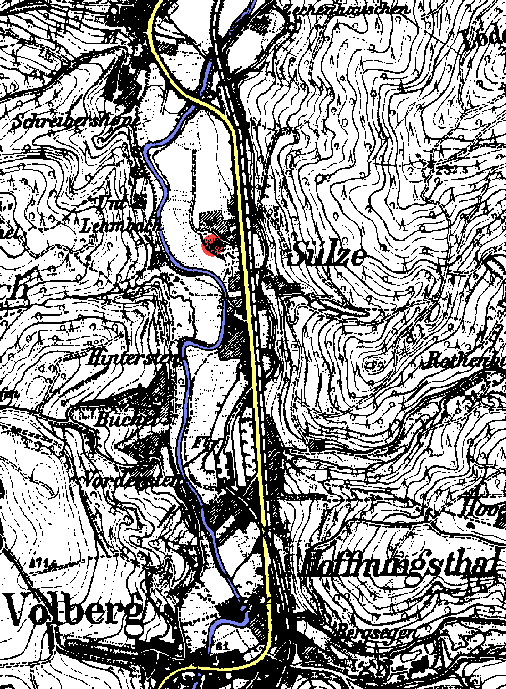
Karte um 1900

Die Karte zeigt die Gegend um 1900 mit der Burg im Zentrum (rot). Die Sülz mäanderte in der unbesiedelten Flussniederung. Der Verlauf der Landstraße L284 blieb nahezu unverändert; die Bahnstrecke Köln-Mülheim–Lindlar (im Volksmund: Sülztalbahn) ist stillgelegt.

## Baudenkmal
Das Burghaus ist unter Nr. 18 eingetragen in die Liste der Baudenkmäler in Rösrath. Älteste noch vorhandene Balken stammen aus dem 12. bis 14. Jahrhundert.